# Jean Sasson
Jean P. Sasson (Troy, Alabama; 1950) es una escritora estadounidense cuya obra mayormente se centra en las mujeres en el Medio Oriente y las injusticias que sufren a manos de la sociedad patriarcal.

## Biografía
Nacida en una pequeña localidad, Sasson se divertía en su niñez en las páginas de los libros. En 1978 viajó a Arabia Saudita para trabajar en el Hospital King Faisal en Riad como coordinadora administrativa de Asuntos Médicos. Allí conoció a Peter Sasson, quien sería su futuro esposo. Se casaron en 1982 y Jean Sasson abandonó el hospital luego de cuatro años de servicio, pero la pareja se quedó en Arabia Saudita hasta 1990.
Durante su estadía en Medio Oriente, los Sasson hicieron muchos amigos, incluyendo miembros de la familia real Al-Saud, quienes visitaron el hospital. La más notoria de estas amistades fue entre Sasson y la Princesa Sultana, sobre la que versa la  Trilogía de la princesa.
Actualmente vive en Atlanta, Georgia.

## Obras
- The Rape of Kuwait - 1991.[4]
- Princess: A True Story of Life Behind the Veil in Saudi Arabia - 1992.[5]
- Princess Sultana's Daughters - 1994.[6][7]
- Princess Sultana's Circle - 2000.[8][9]
- Ester's Child - 2001
- Mayada: Daughter of Iraq - 2003.[10]
- Love in a Torn Land - 2008.[11]
- Growing Up bin Laden - 2009.[12]
- For the Love of a Son - 2011
- Princess, More Tears to Cry - 2014